# Titularerzbistum Amida dei Siri
Amida dei Siri ist ein Titularerzbistum, das vom Papst an Titularerzbischöfe aus der mit Rom unierten syrisch-katholischen Kirche vergeben wird.
Es geht zurück auf einen untergegangenen Bischofssitz in der Stadt Amida in der römischen Provinz Mesopotamia, heute Diyarbakır in der Türkei.
| Titularerzbischöfe von Amida dei Siri |                        |                                      |              |                   |
| Nr.                                   | Name                   | Amt                                  | von          | bis               |
| 1                                     | Flavien Zacharie Melki | Weihbischof in Antiochia (Libanon)   | 6. Juli 1963 | 30. November 1989 |
| 2                                     | Jules Boutros          | Kurienbischof in Antiochia (Libanon) | 12. Mai 2022 |                   |